# لیسی اسپرینگ (ویرجینیا)
لیسی اسپرینگ (به انگلیسی: Lacey Spring) یک منطقهٔ مسکونی در ایالات متحده آمریکا است که در شهرستان راکینگهام، ویرجینیا واقع شده‌است.